# Douglas O-2
Il Douglas O-2 era un biplano da osservazione realizzato dalla statunitense Douglas Aircraft Company nel corso degli anni venti.
In patria fu impiegato, in via prevalente, dall'United States Army Air Corps e dall'Air National Guard mentre venne esportato in Cina, in Messico ed in Perù.

## Storia del progetto
Il progetto del Douglas O-2 ebbe origine nel corso del 1923 in risposta alle richieste delle autorità militari che intendevano selezionare un velivolo con il quale sostituire gli Airco DH.4 all'epoca in servizio.
I primi due prototipi, designati X0-2, furono completati sul finire del 1924 e differivano tra loro per l'impiego di due diverse motorizzazioni: in un caso fu impiegato il collaudato motore Liberty V-1650, nel secondo venne installato un Packard 1A-1500, di recente realizzazione. In entrambi i casi si trattava di motori 12 cilindri a V raffreddati a liquido. I due velivoli differivano tra loro anche in ragione della diversa conformazione delle ali, più allungate e di maggior superficie nel primo esemplare.

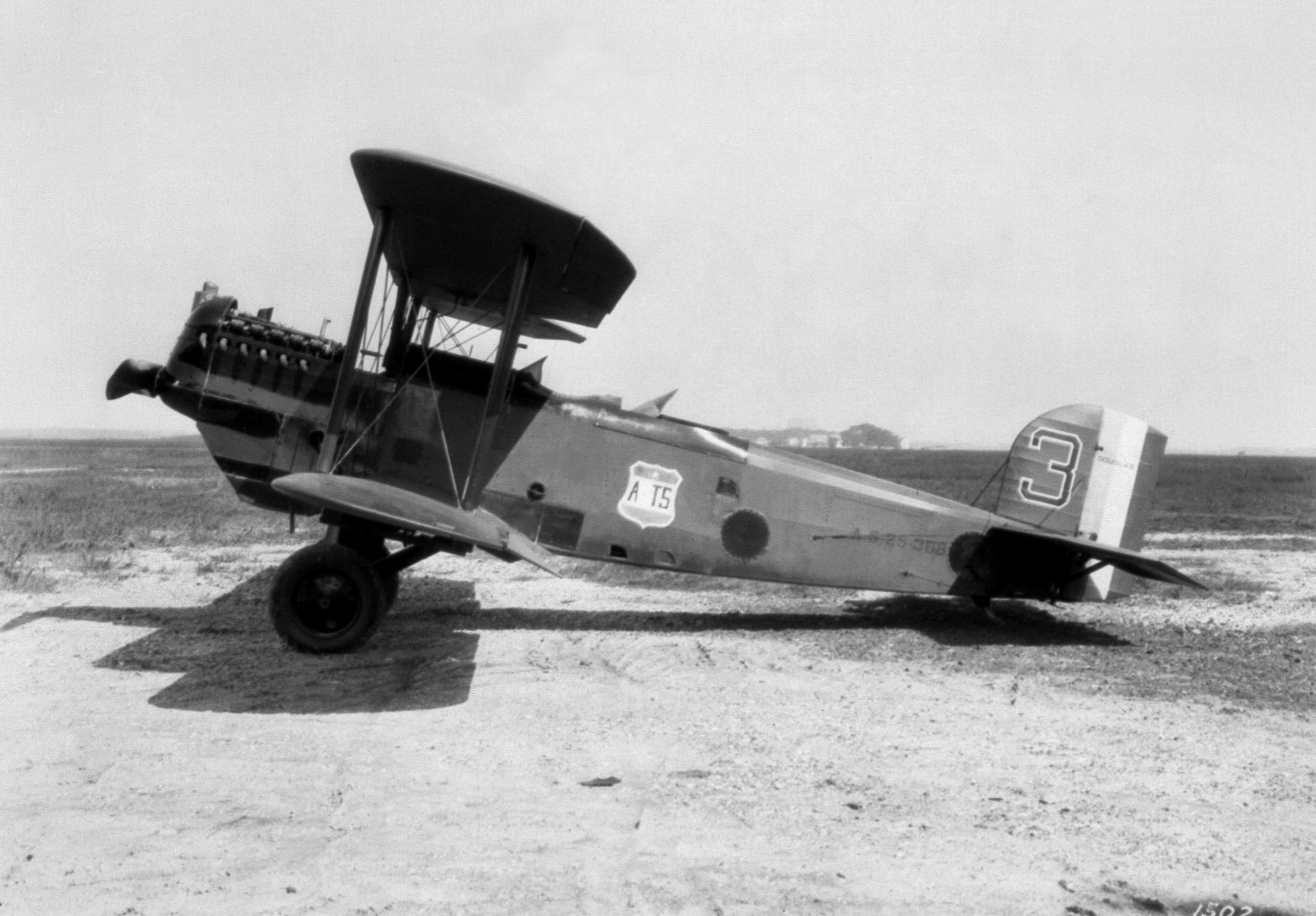
Uno dei primi O-2 in una foto risalente al 1926.

Il primo volo ebbe luogo nell'autunno dello stesso anno; fecero seguito una serie di test comparativi (con altri dieci velivoli presentati con il medesimo scopo) che furono completati entro l'11 dicembre.
L'O-2 si rivelò una macchina convenzionale ma di grande affidabilità e per le sue caratteristiche di volo, in particolare maneggevolezza e stabilità, la commissione giudicante del concorso per la sostituzione dei DH.4, ne raccomandò l'acquisizione.
Il Douglas O-2 subì nel tempo una costante opera di affinamento, dando origine ad una vera e propria famiglia di velivoli che, tra loro differenti in aspetti talvolta anche sostanziali, vennero nel tempo designati con sigle differenti. In particolar modo lo sviluppo del progetto base ruotò intorno alla ricerca di propulsori più potenti; altre modifiche sostanziali riguardarono (in particolare a partire dalla versione O-2H) la conformazione della fusoliera, la disposizione o la conformazione delle ali.
Tra i progetti che ebbero origine dal disegno dell'O-2, di propria iniziativa la Douglas propose la realizzazione di una versione da attacco (il Douglas XA-2) che, tuttavia, rimase allo stadio di prototipo mentre lo United States Postal Service impiegò il derivato da trasporto Douglas M.

## Tecnica

### Struttura
La struttura del Douglas O-2 era una realizzazione di tipo misto: la fusoliera era costituita da tubi d'acciaio saldati mentre le ali erano in legno. Il rivestimento era in tessuto, ad eccezione della parte anteriore della fusoliera la cui copertura era realizzata in pannelli d'alluminio.
Nella serie originale le ali erano di uguali misure ed appaiate, mentre la versione O-2H presentava l'ala inferiore di dimensioni leggermente più piccole rispetto a quella superiore, nei confronti della quale era anche arretrata verso la coda. Gli impennaggi erano monoplani, con lo stabilizzatore posto alla base della deriva. La versione denominata O-22 ebbe l'ala superiore con un leggero angolo di freccia, ma non venne prodotta che in due esemplari.
L'equipaggio era sistemato in due distinti abitacoli scoperti, di cui quello anteriore destinato al pilota; i velivoli della versione denominata O-38E furono dotati di una cappottina trasparente scorrevole, mentre quelli della versione O-38F vennero modificati con la realizzazione di una cabina completamente chiusa.
Il carrello era di tipo classico, con pattino d'appoggio posteriore; con l'evoluzione, le gambe anteriori divennero carenate (anziché semplici tubi), mentre in luogo del pattino venne impiegato un terzo ruotino sistemato all'estremità posteriore della fusoliera.

### Motore
Il Douglas O-2 ed i suoi numerosi derivati impiegarono diversi tipi di motore, sia a V che radiali. L'alternativa iniziale, come detto sperimentata sui due prototipi, si risolse a favore del collaudato Liberty V-1650 che, tra i motori a V negli esemplari prodotti in serie, ebbe come unica alternativa il Curtiss V-1570 (noto anche come Curtiss Conqueror). Quest'ultimo equipaggiò gli esemplari della versione denominata O-25. Le diverse versioni erano singolarmente caratterizzate dalla disposizione (frontale o a tunnel) degli elementi radianti dell'impianto di raffreddamento.
Tra i motori radiali utilizzati vi furono modelli realizzati sia dalla Curtiss-Wright Corporation (l'R-1750 e l'R-1820 appartenenti alla famiglia del Cyclone a 9 cilindri) che dalla Pratt & Whitney (l'Hornet ed il Wasp). Nel caso dei motori radiali frequente l'impiego, ai fini aerodinamici, dell'anello Townend.

### Armamento
Destinati prevalentemente a compiti di ricognizione ed osservazione, i velivoli della famiglia Douglas O-2 erano armati con una mitragliatrice calibro .30 pollici disposta frontalmente in fusoliera ed una seconda (del medesimo tipo) brandeggiabile, a disposizione dell'osservatore nell'abitacolo posteriore.
Il velivolo era attrezzato con attacchi per bombe; il dato relativo al carico offensivo trasportabile oscilla (a seconda delle fonti reperite) fra le 100 e le 400 lb (rispettivamente 45 e 180 kg).

## Impiego operativo
Il Douglas O-2 fu ordinato dall'USAAC nel corso del 1925 e, nelle successive versioni, fu impiegato anche dall'Air National Guard; in misura inferiore trovò impiego nel corpo dei Marines e nella United States Coast Guard.
Per la sua affidabilità e maneggevolezza, evidenziata come detto già nelle prime prove comparative, l'O-2 (e più in genere tutti i suoi derivati) trovò impiego non solo come velivolo da osservazione, ma fu spesso utilizzato anche per compiti di collegamento o per il trasporto di alti ufficiali e personalità (ruoli per i quali furono anche realizzate specifiche varianti prive di dotazioni belliche).
A testimoniare l'affidabilità del velivolo viene ricordata la prima trasvolata in solitario del Canada effettuata da James Dalzell McKee nel settembre del 1926, realizzata a bordo di un Douglas O-2 appositamente realizzato (che assunse la designazione di O-2BS). Successivamente all'impresa lo stesso velivolo, modificato in triposto, venne utilizzato dal governo canadese per rilievi fotografici in quota fino al 1930.
Fuori dai confini statunitensi il Douglas O-2 conobbe successi commerciali in Cina (che ne acquistò 72 esemplari, appartenenti a sette diverse varianti) ed in Messico (che comprò 8 esemplari della versione O-2M appositamente realizzata). Altri 6 velivoli (della versione identificata come O-38P) furono acquistati dal Perù.
Gli unici esemplari ad avere un utilizzo nel corso di operazioni belliche furono quelli acquistati dalla Cina: questi velivoli furono impiegati nel corso della seconda guerra sino-giapponese; le fonti reperite indicano tuttavia che il loro impiego non trova riscontro dopo il 1938.

## Versioni
I dati sulle versioni sono tratti da "Enciclopedia l'Aviazione".

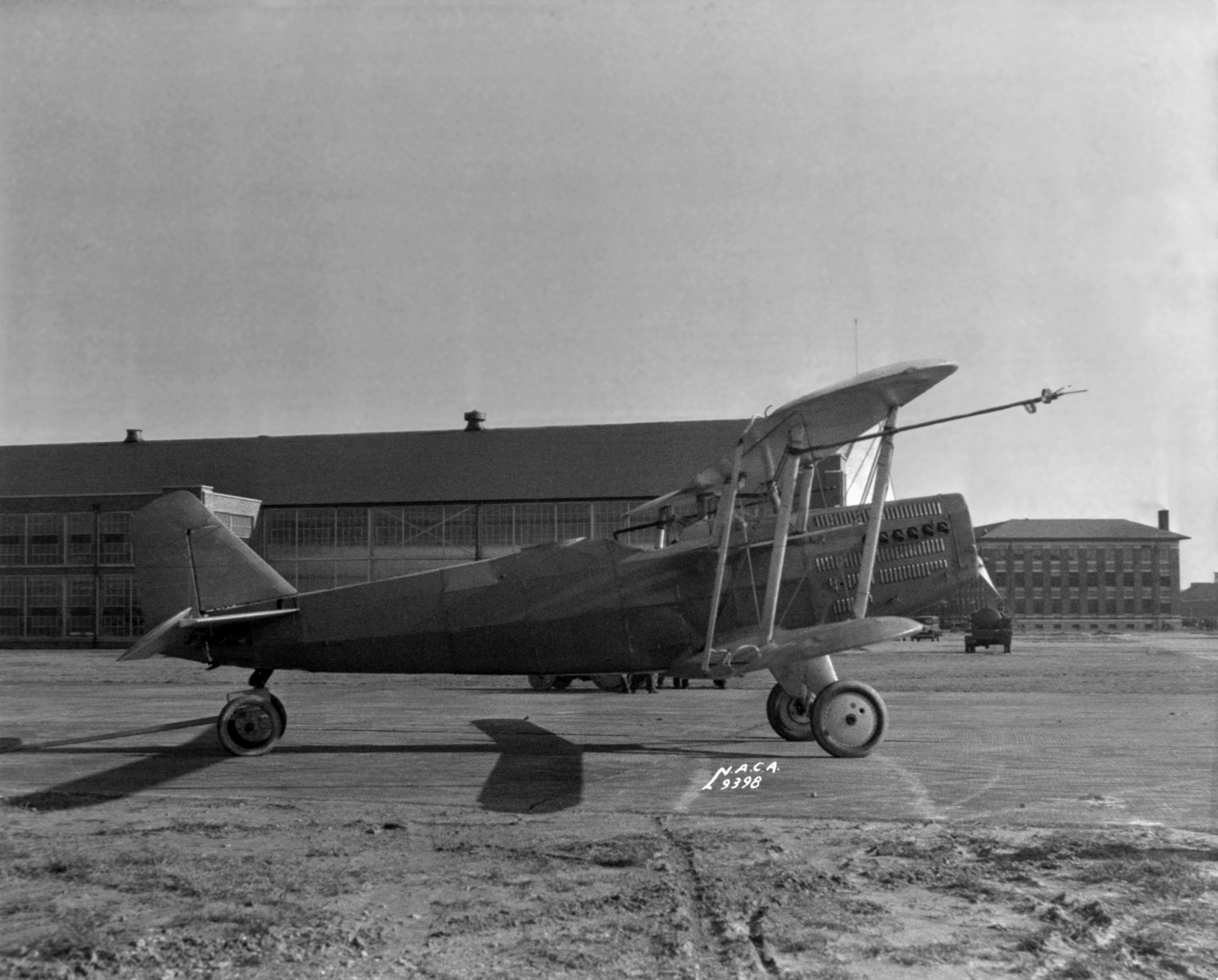
Un Douglas O-2H presso il Langle Research Center della NACA.

- XO-2: due prototipi, realizzati con motori ed apertura alare diversa tra loro;
- O-2: prima versione di serie, realizzata per l'USAAC in 45 esemplari;
  - O-2A: secondo lotto produttivo, costituito da 18 velivoli, dotati di strumentazione per il volo notturno;
  - O-2B: sei esemplari dotati di doppi comandi, per compiti di addestramento;
  - O-2BS: esemplare analogo agli O-2B, realizzato espressamente per James McKee che lo impiegò per la traversata in solitaria del Canada;
  - O-2C: designazione assegnata a 46 velivoli caratterizzati dalla diversa conformazione del radiatore e per modifiche al carrello d'atterraggio. Di questi esemplari 19 furono assegnati all'USAAC e 27 confluirono nei reparti della riserva presso l'Air National Guard. La O-2C fu la prima versione oggetto di esportazione: otto velivoli furono acquistati dal Messico;
    - OD-1: con questa designazione furono identificati due velivoli della versione O-2C ordinati dall'US Navy ed impiegati dagli United States Marine Corps;

  - O-2D: due esemplari identici a quelli della serie O-2C ma privi di ogni tipo di armamento; furono utilizzati per il trasporto di alti ufficiali;
  - O-2E: si trattò di un singolo esemplare nel quale vennero sperimentalmente sostituiti i cavi di collegamento degli alettoni dei due piani alari con un'asta rigida;
- O-2H: versione ampiamente riprogettata con modifiche alla fusoliera ed alle ali (per le quali fu impiegata anche la soluzione dell'asta rigida sperimentata sugli O-2E). Dei 140 esemplari costruiti, 90 furono assegnati all'USAAC ed i rimanenti 50 all'ANG.
  - O-2J: tre esemplari della versione O-2H, privi di armamento e destinati al trasporto di graduati e personalità;
  - O-2K: nuova versione destinata al trasporto, costruita in 57 esemplari (37 all'USAAC e 20 all'ANG);
  - O-2M: versione simile alla O-32A, dotata di motori Pratt & Whitney Hornet da 525 hp. Venne costruita in otto esemplari, acquistati dal Messico;
  - O-2MC: serie di 10 aerei, analoghi a quelli della versione O-38, dotati di motore Hornet. Acquistati dalle forze aeree della Repubblica di Cina;
  - O-2MC-2: altro lotto, composto da 20 velivoli, acquistato dalla Cina. In tutto identici ai precedenti, tranne che nel motore dotato di anello Townend;
  - O-2MC-3: terza variante destinata alle forze armate cinesi. In questo caso i 5 esemplari prodotti montavano motore Hornet di potenza pari a 575 hp;
  - O-2MC-4: costruita in 12 esemplari, dotati di motore Pratt & Whitney Wasp C1 da 420 hp, venduti alla Cina;
  - O-2MC-5: analoga alla precedente, introduceva modifiche di dettaglio. Ne vennero realizzati 12 esemplari che, come i precedenti, furono acquistati dalla Repubblica cinese;
  - O-2MC-6: versione dotata di motore Wright R-1820 da 575 hp. Furono costruiti 12 velivoli per la Cina;
  - O-2MC-10: un singolo esemplare realizzato e venduto all'aviazione cinese. Montava motore Wright R-1820-F21 da 670 hp;
- XO-6: fu la designazione assegnata a cinque esemplari di O-2 realizzati dalla Thomas-Morse Aircraft con cellula interamente metallica;
  - XO-6B: versione dotata di ampie modifiche rispetto alla O-6; ridotta nelle dimensioni e più leggera ebbe seguito nella realizzazione del Thomas-Morse O-19;
- O-7: tre esemplari dotati di motore Packard 1A-1500 da 500 hp privi di riduttore; in un secondo tempo due vennero riconvertiti allo standard O-2 ed il terzo a quello O-2C;
- O-8: singolo esemplare inizialmente dotato di motore Curtiss R-1454 da 400 hp; venne successivamente ricondotto allo standard O-2A;
- O-9: ancora una volta si trattava di un unico velivolo motorizzato con il Packard 1A-1500, in questo caso dotato di riduttore ed elica quadripala (anziché bipala). Venne successivamente riportato allo standard O-2A;
- XO-14: esemplare in scala ridotta dell'O-2H; fu il primo velivolo realizzato dalla Douglas Aircraft Company con ruote dotate di freni;
- O-22: versione derivata dalla O-2H, differiva per l'ala superiore con leggero angolo di freccia, montanti interalari a "N", piano di coda verticale con rivestimento metallico e ruotino di coda in luogo del pattino d'appoggio; montava inoltre il motore radiale Pratt & Whitney R-1340-9. Ne furono costruiti solamente due esemplari;
- O-25: venne così designato un esemplare di O-2H dotato di motore Curtiss V-1570 da 600 hp, dotato di riduttore; incorporava modifiche all'installazione della mitragliatrice posteriore e, in seguito all'installazione di un nuovo impianto di raffreddamento (di tipo Prestone), la designazione mutò in XO-25A;
  - O-25A: lotto di produzione in serie derivato dal precedente velivolo. Montava il ruotino di coda già impiegato negli O-22 e venne costruito in 50 esemplari che furono appannaggio dell'USAAC;
  - O-25B: esemplari disarmati, identici a quelli della versione O-25A, destinati a compiti di collegamento e trasporto di alti ufficiali e personalità;
  - O-25C: versione dotata di modifiche di dettaglio nell'impianto di raffreddamento (venne impiegato quello realizzato dalla Prestone nell'XO-25A) e nel posizionamento del radiatore. Venne realizzata in 30 esemplari, ancora una volta impiegati dall'USAAC;
- O-29: si trattò di un esemplare, che non diede vita a successive produzioni in serie, derivato dalla versione O-2K, dotato di motore radiale Wright R-1750. Successive modifiche e ragioni amministrative portarono successivamente alla designazione Y1O-29A ed alla definitiva O-29A;
- O-32: versione simile alla precedente ma equipaggiata con motore Pratt & Whitney R-1340 da 450 hp;
  - O-32A: lotto di produzione in serie realizzato in 30 esemplari acquistati dall'USAAC;
- YO-34: esemplare dalla configurazione analoga a quella dell'O-22, motorizzato con un Curtiss V-1570. Non ebbe seguito di produzione in serie;

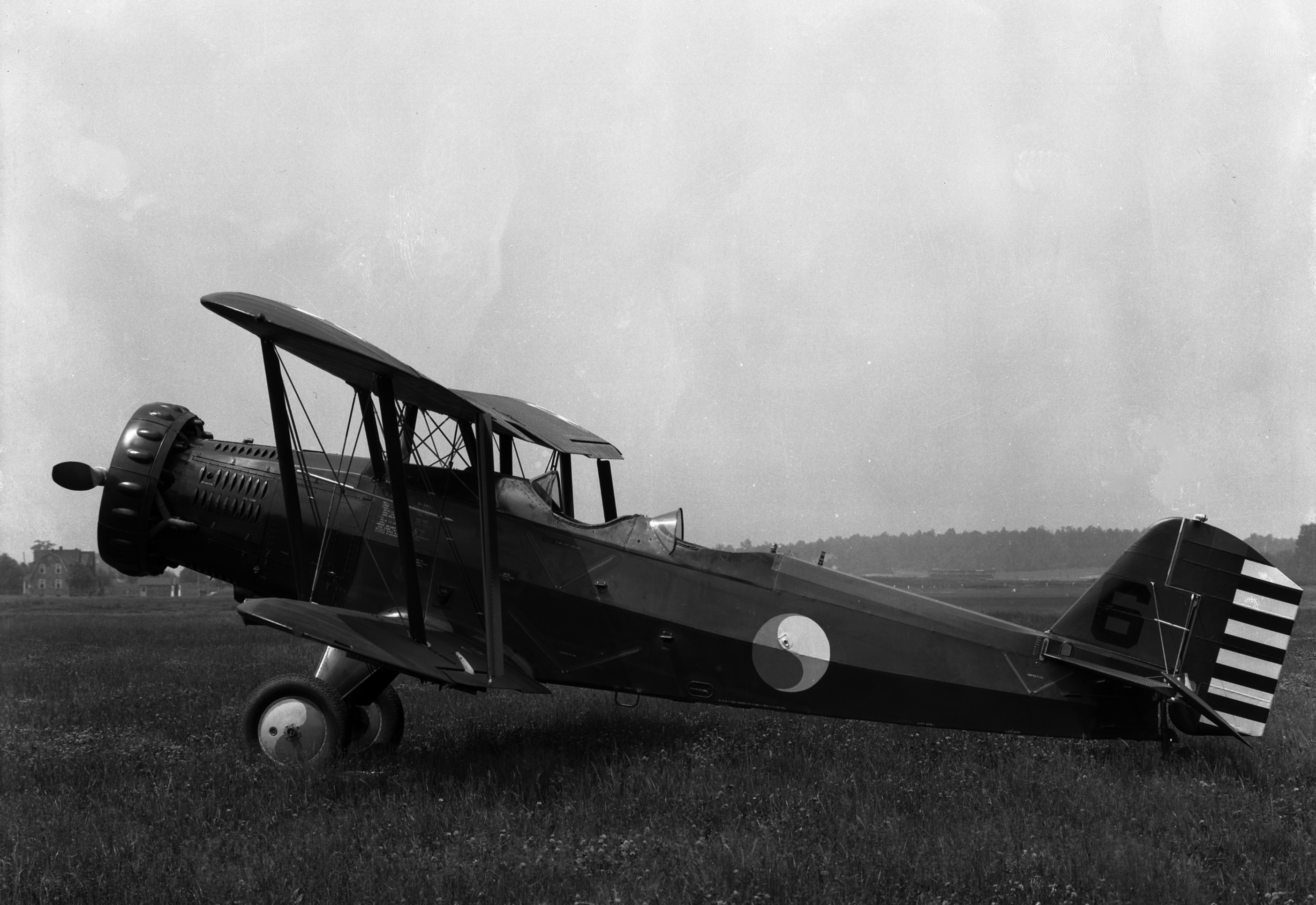
Un Douglas O-38B della Air National Guard del Maryland.

- O-38: versione, simile alla precedente O-25, dotata di motore Pratt & Whitney R-1690-3 da 525 hp ed impiegante un anello Townend. Ne vennero realizzati 44 esemplari per l'ANG;
  - O-38A: esemplare disarmato, destinato a compiti di collegamento e trasporto;
  - O-38B: lotto di 63 velivoli dotati di motore Pratt & Whitney R-1690-5. Di questi 30 furono impiegati dall'USAAC, gli altri 33 dall'ANG;
  - O-38C: singolo esemplare, identico ai precedenti O-38B, destinato all'United States Coast Guard;
  - O-38E: designazione assegnata agli esemplari derivati dalla variante O-38S; dotati di motore Pratt & Whitney R-1690-13 da 625 hp, potevano essere impiegati come idrovolanti mediante l'installazione di galleggianti a scarponi. Ne furono costruiti 37 esemplari, impiegati dall'ANG;
  - O-38F: furono realizzati 8 apparecchi dotati di cabina completamente chiusa, motore R-1690-9 e privi di armamento. Furono utilizzati dall'ANG per compiti di trasporto e collegamento;
  - O-38P: variante simile alla O-38E, acquistata dalle forze aeree della marina peruviana;
  - O-38S: versione realizzata per autonoma decisione della Douglas Aircraft Company. Recava sostanziali modifiche alla fusoliera (di sezione più larga e profonda) ed alla cabina di pilotaggio dotata di cappottina; montava inoltre un motore Wright R-1820-E da 575 hp. Nei fatti funse da prototipo per la versione O-38E.

## Utilizzatori

### Militari
Stati Uniti
- United States Army Air Corps
- United States Coast Guard
- United States Marine Corps
- United States National Guard

 Messico
- Fuerza Aérea Mexicana

 Perù
- Fuerza Aérea del Perú

 Repubblica di Cina
- Chung-Hua Min-Kuo K'ung-Chün

### Enti governativi
Canada
- non specificato